# Anaea elina
Anaea elina är en fjärilsart som beskrevs av Otto Staudinger 1897. Anaea elina ingår i släktet Anaea och familjen praktfjärilar. Inga underarter finns listade i Catalogue of Life.